# Nataniela Oto
Pas d'image ? Cliquez ici

a Compétitions nationales et continentales officielles uniquement.

b Matchs officiels uniquement.
Dernière mise à jour le 4 février 2012.
Nataniela Oto (ナタニエラ・オト), né le 16 mai 1980, est un joueur japonais de rugby à XV évoluant au poste d'ailier. Il est frère de Lopeti Oto, qui a joué pour l'équipe du Japon de rugby à XV dans la Coupe du monde de rugby 1995.

## Biographie
Nataniela Oto quitte son île natale du Tonga pour monnayer son talent au Japon. Il joue pour le club de Toshiba Brave Lupus en Top League japonaise. En 2004 il obtient la citoyenneté japonaise. Après avoir été trois ans résident au Japon, il est sélectionnable et il connaît sa première sélection en équipe du Japon de rugby à XV le 13 mai 2001 contre la Corée. Il est retenu pour la Coupe du monde de rugby 2007.

## Statistiques en équipe nationale
- Sélectionné en équipe du Japon de rugby à XV à 12 reprises
- 20 points (4 essais)
- Nombre de sélections par année : 4 en 2001, 1 en 2005, 6 en 2006, 1 en 2007
- Participation à la Coupe du monde de rugby : retenu dans le groupe pour 2007